# Kör hårt McKlusky
Kör hårt, McKlusky (engelska: White Lightning) är en amerikansk långfilm från 1973 i regi av Joseph Sargent, med Burt Reynolds, Jennifer Billingsley, Ned Beatty och Bo Hopkins i rollerna. Filmen fick en uppföljare med Dåliga odds, McKlusky! (1976).

## Handling
Bobby "Gator" McKlusky (Burt Reynolds) sitter inlåst i ett fängelse i Arkansas för att ha smugglat hembränt. Han får reda på att hans yngre bror Donny har mördats och att sheriffen J.C Conners (Ned Beatty) ligger bakom det hela. Gator vet att sheriffen tar pengar av hembrännarna i trakten, så han väljer att gå undercover för statens räkning för att försöka sätta dit honom. Han får ett jobb att smuggla hembränt åt Roy Boone (Bo Hopkins) och inleder en affär med dennes flickvän Lou (Jennifer Billingsley). Till slut får sheriffen reda på vad Gator håller på med och skickar sin hårda man Big Bear (R.G. Armstrong) efter honom.

## Rollista
| Burt Reynolds        | – Gator McKlusky       |
| Jennifer Billingsley | – Lou                  |
| Ned Beatty           | – Sheriff J.C. Connors |
| Bo Hopkins           | – Roy Boone            |
| Matt Clark           | – Dude Watson          |
| Louise Latham        | – Martha Culpepper     |
| Diane Ladd           | – Maggie               |
| R.G. Armstrong       | – Big Bear             |
| Conlan Carter        | – Deputy               |
| Dabbs Greer          | – Pa McKlusky          |